# Li Si
Li Si (cca. 280. pne. - septembar/oktobar 208. pne.) bio je uticajni premijer (ili kancelar) kineske feudalne države, a kasnije i istoimene carske dinastije Ćin između 246. i 208. pne. Bio je poznat legalista i cenjeni kaligraf. Li Si je služio pod dva vladara: Ćin Ši Huang, kraljem Ćina i kasnijim prvim carom Kine - te njegovim sinom Ćin Er Šijem. Bio je važan i moćan ministar koji je oblikovao državnu politiku, uključujući vojna osvajanja, drakonsku centralizaciju, standardizaciju mernih jedinica i pisma, kao i progon konfucijanaca i svih protivnika legalizma. Zbog metoda upravljanja Kinom savremeni istoričari ga opisuju kao jednog od najranijih totalitarnih vođa u svetskoj istoriji.
Džon Knoblok, prevodilac klasičnih kineskih tekstova, smatrao je Li Si „jednom od dve ili tri najvažnije ličnosti u kineskoj istoriji“; Li Si je pomagao caru Ši Huangdiju u objedinjavanju zakona, vladinih uredbi, tegova i mera, i standardizovanih kola, kolica i znakova koji se koriste u pisanju... [olakšavajući] kulturno ujedinjenje Kine. On je „stvorio vladu zasnovanu isključivo na zaslugama, tako da u carstvu sinovi i mlađa braća iz carskog klana nisu činili plemstvo, dok zaslužni ministri jesu“, i „pacifikovao pogranične oblasti potčinjavanjem varvara na severu i jugu“. On je naložio da se oružje feudalnih država istopi i izlije u muzička zvona i velike ljudske statue, i da ublaže porezi i drakonske kazne nasleđene od Šang Janga.

## Životopis
Li Si je bio rodom iz mesta Šang Caj (上蔡) u tadašnjem kraljevstvu Ču. Tamo je služio kao nižerangirani službenik. Nezadovoljan nemogućnošću napredovanja u službi u svojoj domovini odlučio se početi baviti politikom. Nakon što je učio kod poznatog filozofa Sjuen Cija, sreću je potražio u državi Ćin, najmoćnijoj od svih Zaraćenih država.
Tamo je postao gost moćnog premijera Lu Buveja, ali i impresionirao njegovog štićenika, mladog kralja Ćin Ši Huanga. Li Si je kralju rekao da je Ćin moćna država, ali da nikada neće uspeti da ujedini Kinu ako dozvoli da se svih šest drugih država udruži protiv nje. Umesto toga je predložio da se uz vojnu silu koristi diplomatija, odnosno da se ratuje samo protiv suseda, a sklapaju savezi s udaljenim državama. Ćin Ši je taj savjet poslušao, te je do 220. pne. uspio da pokori svih šest država.
Jednom kada je Kina ujedinjena pod Ćin Šin Huangom, Li Si je nastojao najbrutalnijim metodama da održi njegovu carsku vlast. Pri tome je smatrao kako velika intelektualna sloboda koja je karakterizovala Zaraćene države, oličena u Sto škola mišljenja, predstavlja prijetnju po novostečeno nacionalno jedinstvo, odnosno da suprostavljene filozofije i političke ideologije mogu biti jezgra novih oružanih i političkih sukoba. Stoga je Li Si odlučio da će ubuduće jedino država imati monopol poučavanja filozofije, odnosno držati političke i filozofske knjige. Sve druge knjige su trebale biti spaljene, osim onih koji su se ticale medicine, poljoprivrede i proricanja. Godine 213. pne. je Li Si te mere sproveo carskim ukazom, uz istovremenu likvidaciju svih učenjaka koji su se tome protivili.
Li Sijeva brutalnost je izazvala nezadovoljstvo ne samo kod učenjaka, nego i kod carevog prosvećenog sina Fusua. Li Si je stoga isposlovao da se on i general Meng Tjen pošalju na sever i bore protiv naroda Sjungnu, odnosno da grade Veliki zid. Car je, međutim, Fusua odredio za svog naslednika, te se Li Si zabrinuo da će ga u slučaju careve smrti Fusu kao novi car smeniti. Kada je car umro 210. pne. Li Si se udružio s carskim eunuhom Džao Gaom i skovao zaveru - od javnosti je nekoliko meseci skrivana vest o carevoj smrti, a u međuvremenu je krivotvoreno carevo pismo kojim se navodno naslednikom proglašava Ćin Er Ši, a Fusuu naređuje da počini samoubistvo. Plan je uspeo - prevareni Fusu je izvršio „carevu” naredbu, a na prestolje je stupio Ćin Er Ši. Međutim, ubrzo se ispostavilo da je mladi car daleko više pod Džao Gaovim nego pod Li Sijevim uticajem. Suparništvo dvoje dvorjana je okončano kada je Džao Gao optužio Li Sija za izdaju. Car nije sumnjao u optužbe te je Li Sija uhapšen i mučen, nakon čega je priznao sve optužbe. Li Si je pogubljen izuzetno okrutnom metodom zvanom Pet boli koju je sam bio uveo u kinesko zakonodavstvo.

## Smrt
Kada je Ćin Ši Huang umro dok nije bio u prestonici, Li Si i glavni evnuh Džao Gao su potisnuli izbor naslednika pokojnog cara, a to je bio Fusu. U to vreme Fusu je bio blizak prijatelj sa Meng Tjenom. Ako Fusu postane sledeći car, postojale su velike šanse da Meng Tjen zameni Li Sia na mestu premijera. Plašeći se gubitka moći, Li Si je odlučio da izda pokojnog Ćin Ši Huanga. Li Si i Džao Gao su naveli Fusua da izvrši samoubistvo i na njegovo mesto postavili drugog princa, Ćin Er Šija (229. pne – 207. pne). Tokom burnog narednog perioda, Džao Gao je ubedio novog cara da postavi njegove sledbenike na zvanične položaje. Kada je njegova baza moći bila dovoljno sigurna, Džao Gao je izdao Li Sia i optužio ga za izdaju. Ćin Er Ši, koji je Džao Gaoa smatrao svojim učiteljem, nije dovodio u pitanje njegovu odluku. Džao Gao je mučio Li Sija sve dok nije priznao zločin, i jednom je čak presreo pismo molbe koje je poslao caru. Godine 208. pne, Džao Gao je podvrgao Li Sija postupku pet kazni i pogubio ga presecanjem struka (腰斩) na javnoj pijaci, a takođe je pobio celu njegovu porodicu do trećeg stepena. Sima Ćen beleži poslednje reči koje je Li Si uputio svom sinu: „Voleo bih da ti i ja možemo da uzmemo našeg smeđeg psa i izađemo kroz istočnu kapiju Šang Caja da jurimo lukavog zeca. Ali kako bismo to mogli da uradimo!“

## Doprinosi
Verujući u visoko birokratski sistem, Li Si se smatra centralnim za efikasnost države Ćin i uspeha njenog vojnog osvajanja. On je takođe bio instrumentalan u sistematizaciji standardnih mera i valute u ujedinjenoj Kini. On je dalje pomogao u sistematizaciji pisanog kineskog jezika proglašavanjem imperijalnog standarda malog pečatnog pisma koje je već bilo u upotrebi u državi Čin. U tom procesu, zabranjene su varijante glifova unutar kinovog pisma, kao i varijantne skripte iz različitih regiona koji su bili osvojeni. To bi imalo ujedinjavajući efekat na kinesku kulturu hiljadama godina. Li Si je isto tako bio autor Cangđepjena, prvog kineskog udžbenika čiji fragmenti još uvek postoje.

## U popularnoj kulturi
- Li Si se pominje u romanu Elijasa Kanetija Auto-da-fe[10][11][12] (1935).
- Li Si je jedna od 32 istorijske ličnosti koje se pojavljuju kao specijalni likovi u video igri Romance of the Three Kingdoms XI[13][14][15] autora Koeija. Takođe se pojavljuje kao poseban lik u Romanci o tri kraljevstva XIV.
- Li Si (李斯 Ri Ši) se pojavljuje kao lik u popularnoj manga Kraljevini Jasuhise Hare kao jedan od Četiri stuba Lu Buveja, pored lorda Čangpinga i Meng Vua. Zatvoren nakon sramote Lu Buveja, nakon što je bio zaverenik u Ajevoj neuspešnoj invaziji, prebegao je kod Jing Dženga i postao zakonodavac.
- „The Five Pains of Li Si“ se pojavljuje u The Venture Bros. Sezona 05, epizoda 07, prvo na „žetonu mučenja“, a zatim na „točku mučenja“.
- Li Si je ključni lik u seriji od 74 epizode The Qin Empire IV i sporedni lik u seriji od 80 epizoda  The King's War,[16] takođe poznat kao Legenda o Čuu i Hanu.

## Literatura
- Chén Zhāoróng (陳昭容 2003) 秦系文字研究 ﹕从漢字史的角度考察 Research on the Qín (Ch'in) Lineage of Writing: An Examination from the Perspective of the History of Chinese Writing. 中央研究院歷史語言研究所專刊 Academia Sinica, Institute of History and Philology Monograph.  978-957-671-995-0..
- Levi, Jean "Han fei tzu (韓非子)". In Loewe, Michael (ed., 1993). Early Chinese Texts: A Bibliographical Guide. (Early China Special Monograph Series No. 2), Society for the Study of Early China, and the Institute of East Asian Studies, University of California, Berkeley. 1993.  978-1-55729-043-4. стр. 115–116..
- Michael, Franz China through the Ages: History of a Civilization. Westview Press; SMC Publishing, Inc. Taipei. 1986.  978-0-86531-725-3. стр. 53–67.; 957-638-190-8 (ppbk).
- Nivison, David S. (1999). "The Classical Philosophical Writings", pp. 745–812. In Loewe, Michael & Shaughnessy, Edward L. The Cambridge History of Ancient China: From the Origins of Civilization to 221 BC. Cambridge University Press.
- Yap, Joseph P. Wars With The Xiongnu, A Translation from Zizhi tongjian. AuthorHouse, Bloomington, Indiana, U.S.A. 2009.  978-1-4490-0604-4.. Chapter 1.
- Chan, Lois Mai (1972), „The Burning of the Books in China, 213 B.C.”, The Journal of Library History, 7 (2): 101—108, JSTOR 25540352.
- Goldin, Paul R. (2005), „The rise and fall of the Qin empire”,  Ур.: Mair, Victor H.; Steinhardt, Nancy S.; Goldin, Paul R., The Hawai'i Reader in Traditional Chinese Culture, University of Hawai'i Press, стр. 151—160, ISBN 978-0-8248-2785-4.
- Kern, Martin (2010), „Early Chinese Literature: Beginnings through Western Han”,  Ур.: Kang-i Sun Chang; Stephen Owen, The Cambridge History of Chinese Literature, Cambridge University Press, стр. 1—114, ISBN 9780521855587
- Nylan, Michael (2001), The five "Confucian" classics (PDF), Yale University Press, ISBN 978-0-300-08185-5, Архивирано из оригинала (PDF) 2014-06-11. г..
- Neininger, Ulrich (1983), „Burying the Scholars Alive: On the Origin of a Confucian Martyrs' Legend", Nation and Mythology”,  Ур.: Eberhard, Wolfram, East Asian Civilizations. New Attempts at Understanding Traditions vol. 2, стр. 121—136 Online
- Petersen, Jens Østergård (1995), „Which books did the First Emperor of Ch'in burn? – on the meaning of Pai chia in early Chinese sources”, Monumenta Serica, 43: 1—52, JSTOR 40727062, doi:10.1080/02549948.1995.11731268.
- Sima Qian: "The First Emperor of Qín" Chapter 25 Burning Books & Burying Scholars David K. Jordan University of California San Diego.
- "Chinese Fictions in the Twentieth Century," by Jonathan D. Spence; in Robin Winks, ed., Asia in Western Fiction (Manchester University Press, 1990)
- International Comparative Literature Association. Congress, Elrud Ibsch, Douwe Wessel Fokkema (2000). The conscience of humankind: literature and traumatic experiences. Rodopi. стр. 176. ISBN 90-420-0420-7. Приступљено 2011-01-11.
- United States. Foreign Broadcast Information Service (1979). Daily report: People's Republic of China, Issues 223-232. Distributed by National Technical Information Servicei. стр. 78. Приступљено 2011-01-11.
- Qian Sima; William H. Nienhauser (1994). The grand scribe's records, Volume 1. Indiana University Press. стр. 69. ISBN 0-253-34021-7. Приступљено 2011-01-11.
- published, Tom Metcalfe (2022-05-23). „Ancient Chinese woman faced brutal 'yue' punishment, had foot cut off, skeleton reveals”. livescience.com (на језику: енглески). Приступљено 2023-02-20.
- Garant Uitgevers N.V.; J.C.P. Liang; A.S. Keijser (2003). Modern Chinese II: Reading and Writing. Garant. стр. 116. ISBN 90-5350-714-0. Приступљено 2011-01-11.
- Zhen Zhang (2005). An amorous history of the silver screen: Shanghai cinema, 1896-1937. University of Chicago Press. стр. 335. ISBN 0-226-98238-6. Приступљено 2011-01-11.
- A.F.P. HULSEWE (1955). remnants of han law. Brill Archive. стр. 127. Приступљено 2011-01-11.
- Philip R. Bilancia (1981). Dictionary of Chinese law and government, Chinese-English. Stanford University Press. стр. 366. ISBN 0-8047-0864-9. Приступљено 2011-01-11.
- Dorothy Louise Hodgson (2001). Gendered modernities: ethnographic perspectives. Palgrave Macmillan. стр. 250. ISBN 0-312-24013-9. Приступљено 2011-01-11.
- William Theodore De Bary (1993). Waiting for the Dawn: A Plan for the Prince : Huang Tsung-Hsi's Ming-I-Tai-Fang Lu. Columbia University Press. стр. 262. ISBN 0-231-08097-2. Приступљено 2011-01-11.
- Paul Rakita Goldin (2002). The culture of sex in ancient China. University of Hawaii Press. стр. 76. ISBN 0-8248-2482-2. Приступљено 2011-01-11.